# Miserere (pel·lícula)
Miserere és un curt experimental de caràcter bèl·lic codirigit l'any 1979 per Benet Rossell i Antoni Miralda. El film té una durada d'11 minuts i 20 segons i es va rodar en 16 mm blanc i negre (sonor). Miserere forma part de la llista dels bàsics de cinema català.

## Argument
Miserere recorre el nord de França a través d'elements estatuaris bèl·lics. Durant aquest camí Jaume Xifra apareix fent de mim davant aquestes obres per captar la seva latència.